# Deem Bristow
Deem Reginald Bristow (Eaton, 11 aprile 1947 – San Diego, 15 gennaio 2005) è stato un attore e doppiatore statunitense.

## Biografia
È noto soprattutto per aver doppiato il dottor Eggman nella serie videoludica di Sonic dal 1998 al 2004; con l'uscita di Sonic Adventure fu infatti il suo primo doppiatore in lingua inglese e le sue prestazioni erano caratterizzate da una voce cupa, minacciosa e allo stesso tempo piacevole da ascoltare. Alcune frasi ed esclamazioni registrate sono diventati tormentoni, al punto da venire riportate nel fumetto-prologo di Sonic Frontiers, dove il riccio blu ammette apertamente:
(Sonic)
Perse il ruolo nel 2004 quando Sega of Japan ingaggiò segretamente i doppiatori per l'anime Sonic X (fatti dichiarati dal suo successore Mike Pollock) e la 4Kids non offrì alcuna possibilità al cast videoludico di traslocare a New York e partecipare ai provini.
Bristow è deceduto il 15 gennaio 2005 a San Diego all'età di 57 anni a causa di un'insufficienza cardiaca. Al suo funerale partecipò anche il collega Ryan Drummond, che invitò i fan a giocare ai titoli a cui Bristow aveva lavorato in sua memoria.

## Carriera

### Film
- Io vi ucciderò - Intervistatore
- Glitch! - Giornalista televisivo
- I Am Joe's Ear - Joe
- Piccola peste - Voci aggiunte
- Terminal Exposure - Anchorman

### Televisione
- Paranoia Agent - Masami Hirukawa
- Rumic Theater: Mermaid Forest - Fioraio, Manager Hosoda
- R.O.D the TV - anziano, capo dei ricercatori[5]
- Quantum Leap - King
- Spirit of Wonder: China-san no yûutsu - Breckenridge[5]
- Texhnolyze - The Sage Of Gabe

### Videogiochi
- Angel Devoid: Face of the Enemy - Dr. Silvanus, Rev. Gold
- Blue Stinger - Dogs Bower[5]
- Call of Cthulhu: Dark Corners of the Earth - Padre di Jack, Cult Member, Cutter Urania Navigation Officer
- D2 - voci aggiunte
- Dark Seed - voci aggiunte
- Diablo II - Meshif[5]
- Die Hard Trilogy 2: Viva Las Vegas - Kenny Sinclair
- Dungeon Lords - Galdryn, Lord Graemare, Urcula
- High Seize - Black Barlow, Crimson Bob, Ezekiel Wiggins
- Sonic Advance 3 - Dr. Eggman
- Sonic Adventure - Dr. Eggman[5]
- Sonic Adventure 2 - Dr. Eggman
- Sonic Battle - Dr. Eggman
- Sonic Heroes - Dr. Eggman
- Sonic Riders - Dr. Eggman (archivi)
- Sonic Shuffle - Dr. Eggman